# Kezar Stadium
Le stade Kezar est situé dans le Golden Gate Park à San Francisco en Californie.

## Histoire
En décembre 2016, des rénovations du stade sont commencées pour quatre millions dont un million de dollars par les Deltas.